# Чилес (вулкан)
Чилес (исп. Chiles) — активный стратовулкан на границе Эквадора и Колумбии. Высота основной вершины 4748 метров над уровнем моря. Последнее извержение вулкана произошло около 160000 лет назад.

## Физико-географическая характеристика
Вулкан Чилес расположен на границе Эквадора, провинция Карчи, и Колумбии, департамент Нариньо. С высотой 4748 метров над уровнем моря, Чилес является высшей точкой провинции Карчи. В 3 километрах на северо-запад от вулкана Чилес расположен вулкан Серро-Негро-де-Маяскер (исп. Cerro Negro de Mayasquer). Вместе они образуют вулканический комплекс Чилес-Серро-Негро. Вулкан Чилес располагается в 160 километрах к северу от столицы Эквадора Кито, и в 25 километрах к западу от столицы провинции Карчи города Тулькан. Со стороны Колумбии ближайшим крупным населенным пунктом является город Кумбаль, расположенный в 20 километрах на северо-восток.
Вершина вулкана Чилес покрыта ледником. Вулкан в основном состоит из нескольких лавовых и пирокластических потоков. На вулкане имеется кальдера, в которой присутствуют горячие источники, а на восточной стороне вулкана расположена геотермальная система. Основание вулкана имеет размеры 10 километров с востока на запад, и 7.5 километра с севера на юг. На склоне вулкана Чилес берёт начало река Гуайтара. Воды западного склона питают реку Мира, которая впадает в Тихий океан.

## Извержения
Последнее извержение вулкана Чилес произошло около 160000 лет назад. С тех пор никаких свидетельств извержений обнаружено не было. В 1936 году произошло извержение, предположительно, на вулкане Серро-Негро-де-Маяскер.

## Активность вулкана
Наличие горячих источников и геотермальной системы на вулкане показывает, что вулкан потенциально действующий. За вулканом ведётся наблюдение, в частности, за сейсмической активностью региона, деформациями поверхности, температурой воды в гидротермальных источниках. В 1988 и 1990 годах специалисты Университета Штата Луизианы и Университета Монреаля провели исследования термальных источников, которые показали, что система стабильна.
В октябре-ноябре 2014 года в районе вулкана Чилес произошла серия подземных толчков с максимальной магнитудой 5.8. В течение некоторого времени в регионе сохранялся режим повышенной опасности («оранжевый»).